# مارتن كونولي
مارتن كونولي (بالإنجليزية: Martin Connolly)‏ هو سياسي أيرلندي، ولد في 1 أكتوبر 1924، وتوفي في 1 نوفمبر 2006.